# Diïl·los
|  | Per a altres significats, vegeu «Diïl·los (desambiguació)». |

Diïl·los (grec antic: Δίυλλος, llatí: Diyllus) fou un historiador atenès que va viure a final del segle iv aC. Va escriure una Història de Grècia i Sicília en 26 o 27 volums i dues parts, la primera de les quals anava del 357 aC, amb l'ocupació de Delfos per Filomel (on acabà la seva història Cal·lístenes), fins al setge de Perint per Filip II de Macedònia el 340 aC; i la segona, d'aquesta data fins al 336 aC, l'any de la mort de Filip II. Diodor de Sicília diu que l'obra va continuar fins al 298 aC, quan fou continuada per Psàon (grec antic: Ψάων), un escriptor grec nadiu de Platea que la va completar fins als 30, llibres segons Diodor de Sicília.